# Савирис, Нассеф
Нассеф Онси Савирис (Nassef Onsi Sawiris) — египетский предприниматель, младший из трёх сыновей известного предпринимателя Онси Савириса (Onsi Sawiris), другие два: Сами Савирис и Нагиб Савирис. Женат, имеет четверо детей. Нассеф получил среднее образование в немецкой международной школе в Каире, позже получил экономическое образование в Чикагском университете, имеет степень бакалавра наук и искусств. В 2012 году Forbes поставил его на 3 место в списке богатейших людей Египта (5,1 млрд $).
После учреждения Orascom Construction Industries Нассеф становится её генеральным директором, присоединившись к семейному предприятию в 1990 году. С этого момента семья Савирис начинает активное развитие не только в Египте, но и за его пределами. В середине 90-х годов Компания Orascom начинает инвестировать в развивающиеся предприятия Алжира, Турции, Испании и Нигерии. В 1996 году уже при непосредственном участии Нассефа Савириса происходит слияние с крупнейшим холдингом по производству цемента Holcim, в результате появляется компания Egyptian Cement Company, которая производит более 10 миллионов тонн цемента ежегодно. 54 % акций Egyptian Cement Company принадлежит семье Савирис, 44 % — компании Holcim. В 2005 году при непосредственном участии Нассефа Савириса компания приобрела 51 % акций предприятия Cementos La Parrilla в Испании, которое производит ежегодно более 1 млн т цемента. В настоящее время компания под руководством Онси Савириса — действующего президента и главного управляющего делами и Нассефа Савириса — активно развивается и приносит огромные прибыли владельцам. Группа компаний Orascom является крупнейшим производителем цемента на Востоке и самым главным экспортёром цемента в этом регионе. По всему миру расположено более 20 предприятий компании, на которых трудится более 40 000 человек. Ежегодно группа компаний производит более 25 млн т цемента.
Нассеф так же является директором Dubai International Financial Exchange (NASDAQ Dubai), Besix (Бельгия), NNS Holding (Люксембург), президентом E.C.C (Egyptian Cement Company) и директором в Lafarge. Также он является членом Business Secretariat национально-демократической партии Египта, торговой палаты США, Германско-Арабской палаты промышленности и коммерции.